# Гильцы
Гильцы́ (укр. Гільці́) — село, Гильцовский сельский совет, Чернухинский район, Полтавская область, Украина.
Код КОАТУУ — 5325181301. Население по переписи 2001 года составляло 904 человека.
Является административным центром Гильцовского сельского совета, в который, кроме того, входит село
Новая Петровщина.

## Географическое положение
Село Гильцы находится на берегу реки Артополот, на расстоянии в 2 км от села Богдановка.
Вокруг села протекает несколько пересыхающих ручьёв с запрудами.

## История
- XVI век — первое упоминание о селе.

## Экономика
- ООО «Перемога».

## Объекты социальной сферы
- Школа.

## Известные уроженцы
- Альбиковский, Николай Клеофасиеович (1877 — после 1933) — украинский драматург, актёр, театральный деятель.
- Павленко, Раиса Ивановна (род. 1937) — советская и украинская библиотекарь.

В Гильцах также проживает родня музыканта Олега Скрипки по отцовской линии.

## Достопримечательности
- Братская могила советских воинов.